# Hong Kong Marathon
Der Hong Kong Marathon (chinesisch 香港馬拉松 / 香港马拉松, offizielle Bezeichnung Standard Chartered Hong Kong Marathon 渣打香港馬拉松 / 渣打香港马拉松, kurz 渣馬 / 渣马) ist ein, seit 1997 mit wechselnden Routen, jährlich stattfindender Marathon. Es ist die größte Outdoor-Sport-Veranstaltung in Hongkong. Veranstalter ist die Hong Kong Association of Athletics Affiliates (HKAAA), Titelsponsor die Standard Chartered Bank. Zum Programm gehören mitunter ein Halbmarathon und ein 10-km-Lauf.

## Geschichte
Die erste Austragung erfolgte 1997 und war ein Lauf von Hongkong nach Shenzhen. Dieses grenzüberschreitende Rennen symbolisierte die Rückkehr von Hongkong an die Volksrepublik China. Etwa 1.000 Läufer starteten in Sheung Shui (New Territories) und betraten Shenzhen über den Grenzübergang Huanggang.
Bei der zweiten Austragung 1998 nahmen bereits 6.000 Läufer, auf der geänderten Route zwischen der Tsing-Ma-Brücke und dem Flughafen Chek Lap Kok, teil. Mit 7.000 Teilnehmern fand das Rennen 1999 erstmals in der Innenstadt, auf einer Route zwischen Chater Road (Central) und Cheung Sha Wan (Kowloon), statt. Im Jahr 2000 kamen der Halbmarathon und der 10-km-Lauf hinzu und der Startpunkt wurde auf das Hong Kong Cultural Centre in Tsim Sha Tsui verlegt. 2001 fand das Rennen mit 10.000 Läufern statt und begann in der Nathan Road und endete im Ortsteil Wan Chai.
In den darauffolgenden Jahren wuchs die Teilnehmerzahl, mit 13.000 im Jahr 2002, 18.500 im Jahr 2003 und 31.330 im Jahr 2005, immer weiter an. 2005 wurde der Hong Kong Marathon von der Standard Chartered Bank als fester Bestandteil der bis 2009 andauernden vierteiligen Marathonserie The Greatest Race on Earth aufgenommen und diente dieser als finale Station.
2006 nahmen zum 10-jährigen Jubiläum 40.174 Läufer teil und die Standard Chartered Bank bot ein besonderes Preisgeld von 144.000 Hongkong-Dollar an. Die Teilnehmerzahl wuchs bis heute immer weiter an mit 43.956 Läufern im Jahr 2007, 50.000 im Jahr 2008, 55.000 im Jahr 2009, 60.000 im Jahr 2010, 65.000 im Jahr 2011 und 70.000 im Jahr 2012.
2012 wurde auch der Rollstuhlmarathon mit einer Volldistanz und einer 3-km-Strecke eingeführt. 2013 folgte die Einführung des Rollstuhl-Halbmarathons, und ein Jahr später kam eine 10-km-Strecke hinzu.
2014 nahmen schließlich, bei einem Preisgeld von 300.000 US-Dollar, 73.000 Läufer aus über 60 Ländern am Marathon teil. Beim Hong Kong Marathon 2015 kam es mit der Einführung des „Youth Dash“ zu einer weiteren Neuerung. Dieser ist ein 2,2-km-Lauf für Personen im Alter von 12 bis 15 Jahren, an welchem fünfhundert Jugendliche teilnahmen.
Am 17. Februar 2019 gelang dem Kenianer Barnabas Kiptum mit 2:09:20 Stunden die erste Zeit in Hong Kong unter einer 2:10 Stunden. Bei den Damen lief die Belarussin Wolha Masuronak mit 2:26:13 Stunden ebenfalls einen Kursrekord.
Am 25. Januar 2020 sagte der Veranstalter die für den 8. bzw. 9. Februar 2020 geplante Marathonlauf offiziell ab, aufgrund der weltweiten COVID-19-Pandemielage.
Der reguläre Hong Kong Marathonlauf am 24. Januar 2021 fand nach über einjähriger Pandemiepause am 24. Oktober 2021 unter strenger Hygieneauflagen mit reduzierter Teilnehmer statt. Die Teilnehmerzahl wurde amtlich auf 18.500 begrenzt, bei einer tatsächlichen Onlineanmeldung von 38.000 Teilnehmern beim Veranstalter. Am Veranstaltungstag reduzierte sich die Teilnehmerzahl vom üblichen Teilnehmerzahl um etwa 75 Prozent auf 15.600. Es nahmen beim Lauf nur lokalansässige Läufer teil. Es konnten kein Teilnehmer aus Übersee beim Lauf teilnehmen, aufgrund der strengen Einreise- und Quarantänebedingungen wegen COVID-19 in Hongkong. Es war gleichzeitig der erste Marathonlauf nach Inkrafttreten des Hongkonger Sicherheitsgesetzes.

## Statistik

### Streckenrekorde – Marathon
- Männer: 2:09:20 h, Barnabas Kiptum (KEN), 2019
- Frauen: 2:26:13 h, Wolha Masuronak (BLR), 2019

### Siegerliste – Marathon
Quellen: Website des Veranstalters, ARRS
| #  | Datum         | Männer                                         | Nation                                         | Zeit [h]                                       | Frauen                                         | Nation                                         | Zeit [h]                                       | Bemerkung                                                      |
| -- | ------------- | ---------------------------------------------- | ---------------------------------------------- | ---------------------------------------------- | ---------------------------------------------- | ---------------------------------------------- | ---------------------------------------------- | -------------------------------------------------------------- |
| 25 | 12. Feb. 2023 | Philimon Kiptoo Kipchumba                      | Kenia                                          | 2:10:47                                        | Fantu Jimma                                    | Äthiopien                                      | 2:27:50                                        | Marathon ohne Hygieneauflagen trotz COVID-19                   |
| 24 | 24. Okt. 2021 | Wong Kai Lok                                   | Hongkong                                       | 2:31:10                                        | Yiu Kit Ching                                  | Hongkong                                       | 2:39:27                                        | Marathon mit Hygieneauflagen; Terminänderung aufgrund COVID-19 |
| –  | 25. Jan. 2020 | Keine Veranstaltung aufgrund COVID-19-Pandemie | Keine Veranstaltung aufgrund COVID-19-Pandemie | Keine Veranstaltung aufgrund COVID-19-Pandemie | Keine Veranstaltung aufgrund COVID-19-Pandemie | Keine Veranstaltung aufgrund COVID-19-Pandemie | Keine Veranstaltung aufgrund COVID-19-Pandemie | Marathon ausgesetzt                                            |
| 23 | 17. Feb. 2019 | Barnabas Kiptum                                | Kenia                                          | 2:09:20                                        | Wolha Masuronak                                | Belarus                                        | 2:26:13                                        | –                                                              |
| 22 | 21. Jan. 2018 | Kenneth Mburu Mungara                          | Kenia                                          | 2:13:39                                        | Gulume Tollesa                                 | Äthiopien                                      | 2:29:37                                        | –                                                              |
| 21 | 12. Feb. 2017 | Melaku Belachew                                | Äthiopien                                      | 2:10:31                                        | Gulume Tollesa                                 | Äthiopien                                      | 2:33:39                                        | –                                                              |
| 20 | 17. Jan. 2016 | Mike Kiprotich Mutai                           | Kenia                                          | 2:12:12                                        | Letebrhan Haylay                               | Äthiopien                                      | 2:36:51                                        | –                                                              |
| 19 | 25. Jan. 2015 | Sentayehu Merga                                | Äthiopien                                      | 2:13:00                                        | Kim Hye-gyong                                  | Nordkorea                                      | 2:34:46                                        | –                                                              |
| 18 | 16. Feb. 2014 | Feyera Gemeda                                  | Äthiopien                                      | 2:15:05                                        | Rehima Kedir                                   | Äthiopien                                      | 2:34:53                                        | –                                                              |
| 17 | 24. Feb. 2013 | Julius Kiplimo Maisei                          | Kenia                                          | 2:14:18                                        | Misikir Mekonnin -2-                           | Äthiopien                                      | 2:30:49                                        | –                                                              |
| 16 | 5. Feb. 2012  | Dereje Abera                                   | Äthiopien                                      | 2:11:27                                        | Misikir Mekonnin                               | Äthiopien                                      | 2:30:12                                        | –                                                              |
| 15 | 20. Feb. 2011 | Nelson Kirwa Rotich                            | Kenia                                          | 2:16:00                                        | Janet Jelagat Rono                             | Kenia                                          | 2:33:42                                        | –                                                              |
| 14 | 28. Feb. 2010 | Cyprian Kiogora Mwobi -2-                      | Kenia                                          | 2:20:12                                        | Triyaningsih                                   | Indonesien                                     | 2:47:35                                        | –                                                              |
| 13 | 8. Feb. 2009  | Cyprian Kiogora Mwobi                          | Kenia                                          | 2:14:57                                        | Winfrida Kwamboka Nyansikera                   | Kenia                                          | 2:41:25                                        | –                                                              |
| 12 | 17. Feb. 2008 | Koichiro Fukuoka                               | Japan                                          | 2:16:50                                        | Kim Kum-ok                                     | Nordkorea                                      | 2:36:43                                        | –                                                              |
| 11 | 4. März 2007  | Stephen Loruo Kamar                            | Kenia                                          | 2:17:03                                        | Rose Kerubo Nyangacha                          | Kenia                                          | 2:38:19                                        | –                                                              |
| 10 | 12. Feb. 2006 | Simon Kipruto Bor                              | Kenia                                          | 2:14:18                                        | Dire Tune                                      | Äthiopien                                      | 2:35:15                                        | –                                                              |
| 9  | 27. Feb. 2005 | Samson Loywapet                                | Kenia                                          | 2:15:21                                        | Dai Yanyan                                     | Volksrepublik China                            | 2:34:41                                        | –                                                              |
| 8  | 8. Feb. 2004  | Thomas Migwi Kamau                             | Kenia                                          | 2:17:17                                        | Gitte Karlshøj                                 | Dänemark                                       | 2:42:19                                        | –                                                              |
| 7  | 16. Feb. 2003 | Tendai Chimusasa                               | Simbabwe                                       | 2:18:11                                        | Sun Weiwei                                     | Volksrepublik China                            | 2:38:55                                        | –                                                              |
| 6  | 24. Feb. 2002 | Benjamin Matolo                                | Kenia                                          | 2:16:07                                        | Zhang Shujing                                  | Volksrepublik China                            | 2:36:27                                        | –                                                              |
| 5  | 4. Feb. 2001  | Dube Jillo                                     | Äthiopien                                      | 2:23:21                                        | Irina Bogatschowa                              | Kirgisistan                                    | 2:33:43                                        | –                                                              |
| 4  | 20. Feb. 2000 | Henry Kosgei Cherono                           | Kenia                                          | 2:21:09                                        | Irina Safarowa                                 | Russland                                       | 2:46:59                                        | –                                                              |
| 3  | 28. Feb. 1999 | Charles Tangus                                 | Kenia                                          | 2:17:00                                        | Zheng Guixia                                   | Volksrepublik China                            | 2:36:52                                        | –                                                              |
| 2  | 22. Feb. 1998 | Belaye Wolashe                                 | Äthiopien                                      | 2:13:09                                        | Alina Iwanowa                                  | Russland                                       | 2:39:26                                        | –                                                              |
| 1  | 4. Mai 1997   | Bashir Hussain                                 | Vereinigtes Königreich                         | 2:25:34                                        | Bev Lucas                                      | Australien                                     | 2:52:07                                        | –                                                              |

## Fußnote
1. ↑  Der Veranstalter, die Hong Kong Association of Athletics Affiliates (HKAAA, chinesisch 香港田徑總會 / 香港田径总会, Pinyin Xiānggǎng Tiánjìng Zǒnghuì, Jyutping Hoeng1gong2 Tin4geng3 Zung2wui6*2) nutzte vorher die Bezeichnung Hong Kong Amateur Athletic Association (HKAAA). Historisch ist der Hongkonger Leichtathletik-Gesamtverband (HKAAA) aus dem 1951 gegründete Hong Kong Amateur Track and Field Association (HKATFA, 香港業餘田徑總會 / 香港业余田径总会,  Xiānggǎng Yèyú Tiánjìng Zǒnghuì, Jyutping Hoeng1gong2 Jip6jyu4 Tin4geng3 Zung2wui6*2) hervorgegangen.